# Lumeneo Smera
Lumeneo Smera – elektryczny mikrosamochód produkowany pod francuską marką Lumeneo w latach 2009 – 2013.

## Historia i opis samochodu

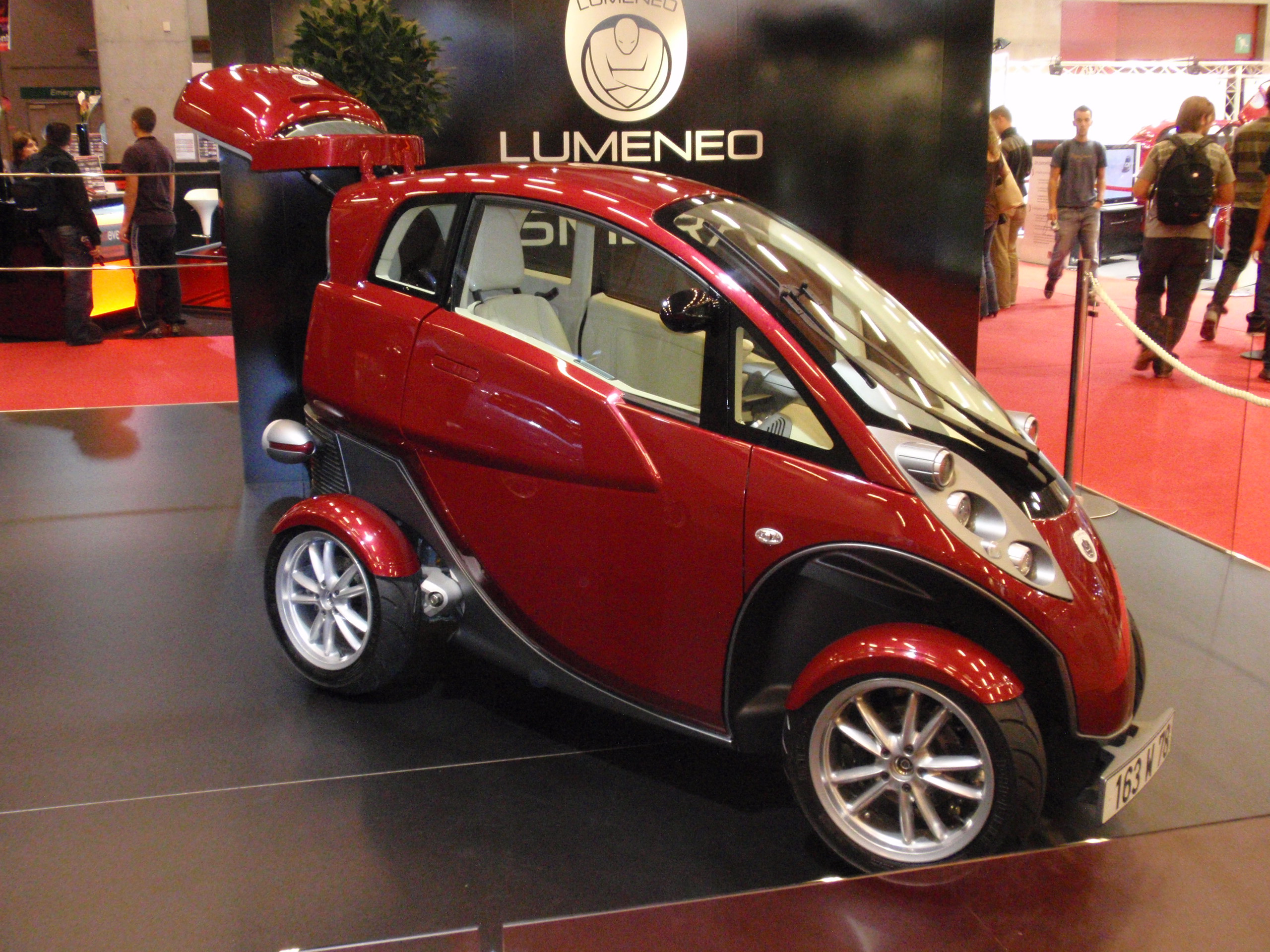
Lumeneo Smera w 2008

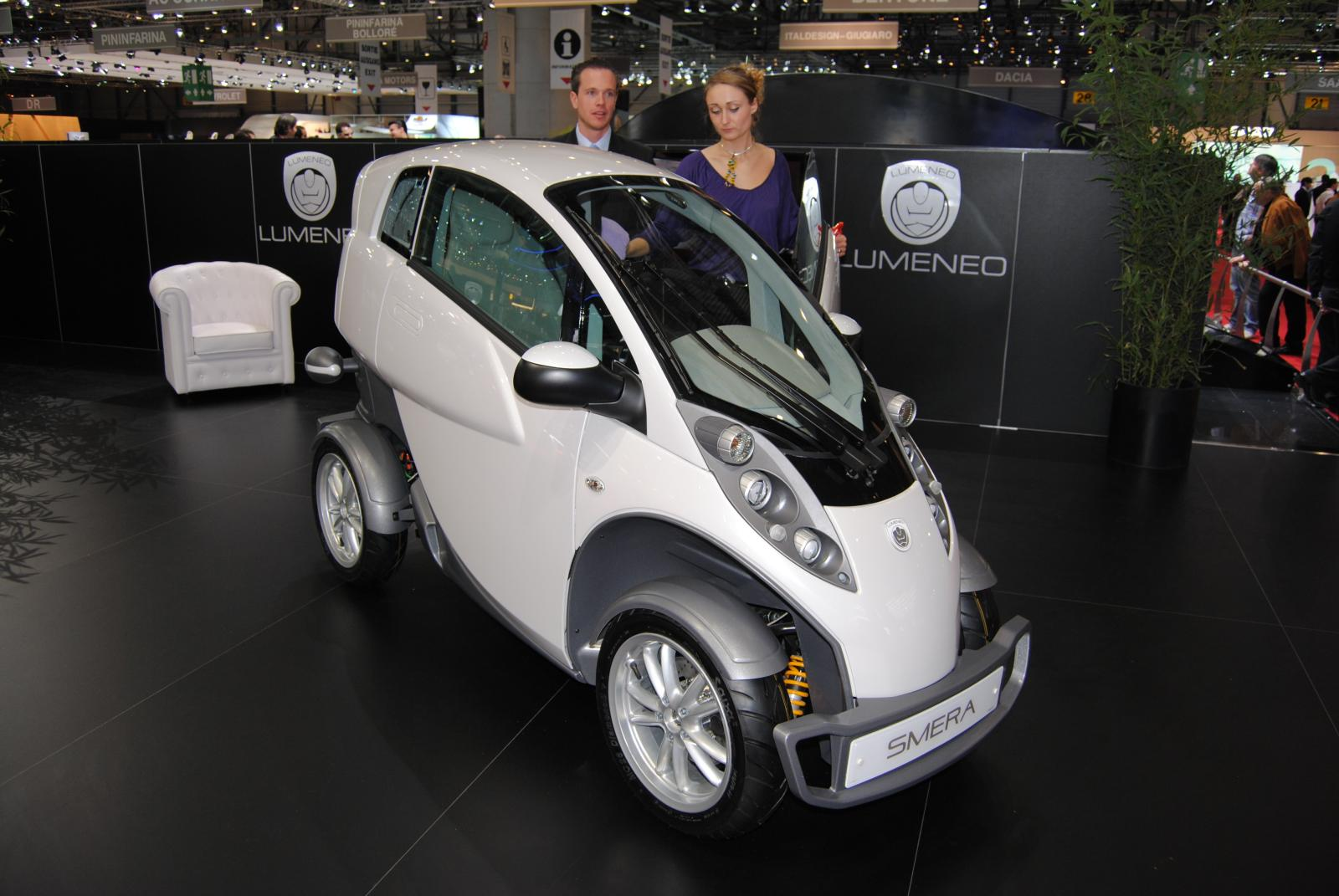
Lumeneo Smera w 2010

Podczas jesiennych targów Paris Motor Show 2008 nowo powstałe francuskie przedsiębiorstwo Lumeneo przedstawiło przedprodukcyjny egzemplarz swojego pierwszego pojazdu, będącego autorską konstrukcją niewielkiego mikrosamochodu o napędzie w pełni elektrycznym. Efektem był model Lumneo Smera, który wyróżniał się wysokim i wąskim nadwoziem, które mogąc pomieścić dwóch pasażerów swoją szerokością zbliżone było do motocyklów.
Charakterystyczna, jednobryłowa sylwetka zyskała agresywnie stylizowane reflektory, dużą powierzchnię przeszkloną, a także niewielkie nadkola nie będące zintegrowane z bryłą nadwozia. Pomimo wąskiej sylwetki mieszczącej jednego pasażera na szerokość, pojazd wyposażono w jedną parę drzwi. Dodatkowo, podczas manewrowania nadwozie odchyla się od osi jezdni dzięki zmiennej geometrii układu kierowniczego, z kolei do sterowania pojazdem przewidziano nie klasyczne koło kierownicy, lecz wolant.

### Sprzedaż
Po prezentacji przedprodukcyjnego modelu w 2008 roku, Lumeneo rozpoczęło sprzedaż Smery w maju 2009 roku z ceną 24 500 euro, ograniczając się do nabywców wyłącznie na terenie Francji z ograniczeniem do stołecznego Paryża. Firma planowała rozszerzenie sprzedaży do innych rynków zachodnioeuropejskich, bez rezultatu.

### Dane techniczne
Lumeneo Smera jest samochodem elektrycznym o tylnym napędzie, który wyposażony jest w dwa silniki o łącznej mocy 40 KM. Rozpędza się do 100 km/h w 8 sekund, a maksymalna prędkość wynosi 130 km/h. Ładowane z gniazdka 230 Volt akumulatory pozwalają na uzupełnienie 100% ich stanu w 3 godziny, z kolei zasięg na jednym ładowaniu wynosi ok. 150 kilometrów.